# Chelonomorpha burmana
Chelonomorpha burmana là một loài bướm đêm trong họ Noctuidae.